# Rydwany ognia
Rydwany ognia (ang. Chariots of Fire) – brytyjski film z 1981, wyreżyserowany przez Hugh Hudsona. Oparty na prawdziwej historii dwóch brytyjskich biegaczy przygotowujących się do letnich igrzysk olimpijskich 1924.
W 1995, w stulecie narodzin kina, obraz Hudsona znalazł się na watykańskiej liście 45 filmów fabularnych, które propagują szczególne wartości religijne, moralne lub artystyczne.

## Fabuła
Bohaterami filmu są dwaj brytyjscy biegacze z lat 20. XX wieku, złoci medaliści olimpijscy z Paryża: Eric Liddell i Harold Abrahams, pochodzący z różnych warstw społecznych Zjednoczonego Królestwa. Różnią się nie tylko pochodzeniem, ale i motywacją ciężkich treningów. Abrahams, angielski Żyd, sukcesami sportowymi chce zyskać akceptację w ówczesnym hierarchicznym społeczeństwie, a Liddell, wywodzący się z rodziny szkockich misjonarzy prezbiteriańskich, jest rozdarty między posługą Bogu a zbytkownym sportem.
Rydwany ognia to opowieść o sportowej rywalizacji, o jej blaskach i cieniach. To także hołd złożony „czasom niewinności” w sporcie, nawet jeśli ukazuje hipokryzję ówczesnych zasad olimpijskich – zawodnik ma obowiązek startować i wygrywać dla swego kraju, nie może jednak zatrudnić trenera.

## Obsada
- Ben Cross jako Harold Abrahams
- Ian Charleson jako Eric Liddell
- Nicholas Farrell jako Evelyn Aubrey Montague
- Nigel Havers jako lord Andrew Lindsay (postać fikcyjna, której pierwowzorami byli lord Burghley i Douglas Lowe)
- Daniel Gerroll jako Henry Stallard
- Ian Holm jako Sam Mussabini (trener Abrahamsa)
- Alice Krige jako Sybil Gordon (żona Abrahamsa)
- Cheryl Campbell jako Jennie Liddell
- Dennis Christopher jako Charlie Paddock
- Brad Davis jako Jackson Scholz
- Nigel Davenport jako lord Birkenhead
- David Yelland jako książę Walii
- John Gielgud jako rektor Trinity College
- Lindsay Anderson jako rektor Caius College.

## Tytuł
Tytuł filmu zaczerpnięto z wiersza Williama Blake’a, Jeruzalem:
| Bring me my bow of burning gold!     | Mój łuk złocisty niech przyniosą: |
| Bring me my arrows of desire!        | I moje strzały pożądania:         |
| Bring me my spear! O clouds, unfold! | I moją włócznię: O niebiosa!      |
| Bring me my chariot of fire!         | Mój rydwan ognia niech tu stanie. |
|                                      | (tłum. Maciej Froński)            |

## Nagrody
- Złoty Glob dla Najlepszego filmu zagranicznego
- BAFTA dla Najlepszego filmu

Film zdobył siedem nominacji do Oscara i zdobył cztery statuetki, w następujących kategoriach:
- Najlepszy film
- Scenariusz oryginalny
- Muzyka filmowa
- Kostiumy

## Ograniczenia wiekowe
W większości krajów nie ma specjalnych ograniczeń wiekowych. Film nie zawiera scen z nagością, przemocą, wulgarnością. Jedyne zastrzeżenia może budzić używanie przez sportowców alkoholu i papierosów, a także potencjalnie drastyczne sceny upadków oraz przemęczenia sportowców podczas treningów i zawodów.